# Stefan Weber (Philologe)
Stefan Weber (* 24. Februar 1976 in Heidelberg) ist ein deutscher Mittellateinischer Philologe.

## Leben
Weber studierte an den Universitäten Heidelberg, Zürich und Erlangen Lateinische Philologie des Mittelalters und der Neuzeit sowie Geschichte und Historische Hilfswissenschaften. 2006 wurde er in Erlangen bei Michele Camillo Ferrari mit einer Arbeit über Marianus Scottus und die Geschichte der Schottenklöster promoviert. Von 2009 bis 2019 war er zuerst Akademischer Rat, dann Oberrat am Lehrstuhl für Lateinische Philologie des Mittelalters und der Neuzeit an der Friedrich-Alexander-Universität Erlangen-Nürnberg, seit 2019 ist er ebendort Akademischer Direktor. Seine Arbeitsgebiete umfassen neben Mittellatein und Neulatein auch Paläographie und Numismatik.

## Schriften (Auswahl)
- Ekkehardus poeta qui et doctus. Ekkehart IV. von St. Gallen und sein gelehrt poetisches Wirken. Bautz, Nordhausen 2003, ISBN 3-88309-113-8.
- Das Leben des Eberhard von Kumbd. Heidelbergs Anfänge und weibliche Frömmigkeit am Mittelrhein. Neuedition – Übersetzung – Kommentar (= Heidelberger Veröffentlichungen zur Landesgeschichte und Landeskunde. Bd. 11). Winter, Heidelberg 2004, ISBN 3-8253-1628-9.
- Pures Mainwasser aus dem Weinkeller Kilians? Die Wundertaten des Macarius im Würzburger Schottenkloster St. Jakob. In: Dorothea Walz, Jakobus Kaffanke (Hrsg.): Irische Mönche in Süddeutschland. Literarisches und kulturelles Wirken der Iren im Mittelalter. Mattes, Heidelberg 2009, ISBN 978-3-86809-028-4, S. 199–227.
- Iren auf dem Kontinent. Das Leben des Marianus Scottus von Regensburg und die Anfänge der irischen «Schottenklöster». Mattes, Heidelberg, 2010, ISBN 978-3-86809-034-5.
- Latein in nummis. Die «tote Sprache» auf deutschen Münzen 1871–2011. In: Münzen & Sammeln. Zeitschrift für Münzen, Papiergeld und Medaillen. 2013, H. 5, S. 28–36, und H. 6, S. 19–22.
- Ekkehart IV. und seine Benedictiones ad mensas. In: Norbert Kössinger, Elke Krotz, Stephan Müller (Hrsg.): Ekkehart IV. von St. Gallen (= Lingua Historica Germanica. Bd. 8). De Gruyter, Berlin/Boston 2015, ISBN 978-3-11-035314-3, S. 323–372, doi:10.1515/9783110353341-017.
- Die Verleihung der Ehrendoktorwürde der Universität Erlangen an Wilhelm Meyer aus Speyer am 23. Februar 1882. Der erste Doktortitel eines Mittellateinischen Philologen im Spiegel Erlanger Archivalien und Bücher, in: Mittellateinisches Jahrbuch, Bd. 53, 2018, S. 273–298.
- Die geheimen Münzprägungen des Deutschen Reichs für Persien im Ersten Weltkrieg. In: Münzen & Sammeln. Zeitschrift für Münzen, Papiergeld und Medaillen. 2021, H. 10, S. 16–22, und H. 12, S. 34–39.